# Harpalobrachys leiroides
Harpalobrachys — подрод жужелиц рода зерноядных жужелиц. Некоторыми исследователями рассматривается как самостоятельный род.

## Описание
Передние лапки самцов не расширены. Переднеспинка широко сердцевидная, её задние углы резкие, основание заметно уже основания надкрылий.

## Систематика
В составе рода:
- Harpalobrachys leiroides (Motschulsky, 1844)